# Сен-Сюльпис-ле-Шан
Сен-Сюльпи́с-ле-Шан (фр. Saint-Sulpice-les-Champs) — коммуна во Франции, находится в регионе Лимузен. Департамент коммуны — Крёз. Входит в состав кантона Сен-Сюльпис-ле-Шан. Округ коммуны — Обюссон.
Код INSEE коммуны — 23246.

## Население
Население коммуны на 2010 год составляло 386 человек.
| 1962 | 1968 | 1975 | 1982 | 1990 | 1999 | 2010 |
| ---- | ---- | ---- | ---- | ---- | ---- | ---- |
| 477  | 469  | 446  | 406  | 395  | 366  | 386  |

## Экономика
В 2010 году среди 218 человек трудоспособного возраста (15—64 лет) 150 были экономически активными, 68 — неактивными (показатель активности — 68,8 %, в 1999 году было 68,2 %). Из 150 активных жителей работали 134 человека (71 мужчина и 63 женщины), безработных было 16 (9 мужчин и 7 женщин). Среди 68 неактивных 16 человек были учениками или студентами, 38 — пенсионерами, 14 были неактивными по другим причинам.